# Lijst van Stadia-spellen
De lijst van Stadia-spellen bevat computerspellen die op Google Stadia beschikbaar zijn geweest.
| Titel                                      | Jaar | Uitgever                | Genre                        |
| ------------------------------------------ | ---- | ----------------------- | ---------------------------- |
| Adam Wolfe                                 | 2022 | Legacy Games            | Avonturenspel                |
| Adventure Time: Pirates of the Enchiridion | 2022 | Outright Games          | Actiespel Avonturenspel      |
| Ary and the Secret of Seasons              | 2020 | Modus Games             | Actiespel RPG                |
| Assassin's Creed Odyssey                   | 2019 | Ubisoft                 | RPG                          |
| Assassin's Creed Origins                   | 2020 | Ubisoft                 | RPG                          |
| Assassin's Creed Syndicate                 | 2020 | Ubisoft                 | Actiespel                    |
| Assassin's Creed Unity                     | 2020 | Ubisoft                 | Actiespel                    |
| Assassin's Creed Valhalla                  | 2020 | Ubisoft                 | RPG                          |
| Attack on Titan 2 Final Battle             | 2019 | Koei Tecmo              | Actiespel                    |
| Baldur's Gate III                          | 2020 | Larian Studios          | RPG                          |
| Bloodstained: Ritual of the Night          | 2021 | 505 Games               | Actiespel                    |
| Borderlands 3                              | 2019 | 2K Games                | RPG                          |
| The Crew 2                                 | 2020 | Ubisoft                 | Racespel                     |
| Cake Bash                                  | 2020 | Coatsink                | Actiespel                    |
| Celeste                                    | 2020 | Matt Make Games         | Actiespel                    |
| Chronos: Before the Ashes                  | 2020 | THQ Nordic              | RPG                          |
| Crayta                                     | 2020 | Unit 2                  | Actiespel Racespel           |
| Crew 2, the                                | 2020 | Ubisoft                 | Racespel                     |
| Cthulhu Saves Christmas                    | 2020 | Zeboyd                  | RPG                          |
| Cyberpunk 2077                             | 2020 | CD Projekt RED          | RPG                          |
| Darksiders Genesis                         | 2019 | THQ Nordic              | Actiespel                    |
| Dawn of the Monsters                       | 2022 | WayForward Technologies | Actiespel                    |
| Deathrun TV                                | 2022 | Merge Games             | Actiespel                    |
| Deliver Us the Moon                        | 2022 | Wired Productions       | Avonturenspel                |
| Destiny 2 °                                | 2019 | Activision              | Actiespel                    |
| Destroy All Humans                         | 2020 | THQ Nordic              | Actiespel                    |
| Dirt 5                                     | 2021 | Codemasters             | Racespel                     |
| Doom Eternal                               | 2020 | Bethesda                | Actiespel                    |
| Dragonball Xenoverse 2                     | 2019 | Bandai Namco            | RPG                          |
| Elder Scrolls Online                       | 2020 | Bethesda Softworks      | Actiespel RPG                |
| El Hijo - A Wild West Tale                 | 2020 | Handy-Games             | Strategiespel                |
| F1 2020                                    | 2020 | Codemasters             | Racespel                     |
| Far Cry 5                                  | 2020 | Ubisoft                 | Actiespel                    |
| Far Cry 6                                  | 2021 | Ubisoft                 | Actiespel                    |
| Far Cry New Dawn                           | 2020 | Ubisoft                 | Actiespel                    |
| Farming Simulator 19                       | 2019 | Focus Home              | Simulatiespel                |
| Farming Simulator 22                       | 2021 | Focus Home              | Simulatiespel                |
| FIFA 21                                    | 2021 | Electronic Arts         | Sportspel                    |
| FIFA 22                                    | 2021 | Electronic Arts         | Sportspel                    |
| Figment                                    | 2020 | Bedtime Games           | Actiespel                    |
| Final Fantasy XV                           | 2020 | Square Enix             | Actierollenspel              |
| Football Manager 2020                      | 2019 | SEGA                    | Sportspel                    |
| Get Packed                                 | 2020 | Coatsink                | Actiespel                    |
| Gods Will Fall                             | 2021 | Koch Media              | Actiespel                    |
| Grid                                       | 2019 | Codemasters             | Racespel Simulatiespel       |
| Gylt                                       | 2019 | Google Inc.             | Actiespel                    |
| Hello Engineer                             | 2021 | tinyBuild               | Actiespel                    |
| Hitman 3                                   | 2021 | Io-Interactive          | Actiespel                    |
| Hotline Miami                              | 2020 | Devolver Digital        | Actiespel                    |
| Hundred Days - Winemaking Simulator        | 2021 | Broken Arms             | Simulatiespel                |
| Immortals Fenyx Rising                     | 2020 | Ubisoft                 | Actiespel                    |
| Into the Breach                            | 2020 | Subset Games            | Strategiespel                |
| Just Dance 2020                            | 2019 | Ubisoft                 | Muziekspel                   |
| Just Dance 2021                            | 2020 | Ubisoft                 | Muziekspel                   |
| Just Dance 2022                            | 2021 | Ubisoft                 | Muziekspel                   |
| Killer Queen Black                         | 2021 | Liquid Bit              | Actiespel                    |
| Kine                                       | 2019 | Chump Squad             | Puzzelspel                   |
| Kona                                       | 2020 | Koch Media              | Avonturenspel                |
| Lake                                       | 2022 | Whitethorn Digital      | Avonturenspel                |
| Lara Croft and the Guardian of Light       | 2020 | Square Enix             | Actiespel                    |
| Lara Croft and the Temple of Osiris        | 2020 | Square Enix             | Actiespel                    |
| Life Is Strange: Remastered                | 2022 | Square Enix             | Avonturenspel                |
| Little Big Workshop                        | 2020 | Handy-Games             | Simulatiespel                |
| Little Nightmares                          | 2020 | Bandai Namco            | Actiespel                    |
| Little Nightmares II                       | 2021 | Bandai Namco            | Actiespel                    |
| Lost Words: Beyond the Page                | 2020 | Modus Games             | Actiespel Avonturenspel      |
| Mad Streets                                | 2022 | Craftshop Arts          | Actiespel                    |
| Madden NFL 21                              | 2021 | Electronic Arts         | Sportspel                    |
| Madden NFL 22                              | 2021 | Electronic Arts         | Sportspel                    |
| Marvel Avengers                            | 2020 | Square Enix             | Actiespel                    |
| Metro 2033: Redux                          | 2020 | Koch Media              | Actiespel                    |
| Metro Exodus                               | 2019 | Deep Silver             | Actiespel                    |
| Monster Boy and the Cursed Kingdom         | 2020 | FDG Entertainment       | Actiespel                    |
| Monster Jam: Steel Titans                  | 2020 | THQ Nordic              | Racespel                     |
| Mortal Kombat 11                           | 2019 | Warner Bros.            | Actiespel                    |
| MotoGP 20                                  | 2020 | Milestone               | Racespel                     |
| MotoGP 21                                  | 2022 | Milestone               | Racespel                     |
| NBA2K20                                    | 2019 | 2K Games                | Sportspel                    |
| NBA2K21                                    | 2020 | 2K Games                | Sportspel                    |
| Octopath Traveler                          | 2020 | Square Enix             | RPG                          |
| Orcs Must Die! 3                           | 2020 | Google Inc.             | Actiespel                    |
| One hand clapping                          | 2020 | Handy-Games             | Puzzelspel                   |
| Outcasters                                 | 2020 | Google Inc.             | Actiespel                    |
| Outward                                    | 2020 | Koch Media              | RPG                          |
| Overcooked! All You Can Eat                | 2022 | Team17                  | Actiespel Compilatiespel     |
| Pac-Man Mega Tunnel Battle                 | 2020 | Bandai Namco            | RPG                          |
| Panzer Dragoon: Remake                     | 2020 | Forever Entertainment   | Actiespel                    |
| PGA Tour 2K21                              | 2020 | 2K Games                | Sportspel                    |
| PHOGS!                                     | 2020 | Coatsink                | Avonturenspel Puzzelspel     |
| Phoenix Point: Year One Edition            | 2021 | Snapshot Games          | Compilatiespel Strategiespel |
| PlayerUnknown's Battlegrounds              | 2020 | Bluehole, Inc.          | Actiespel                    |
| Rabbids: Party of Legends                  | 2022 | Ubisoft                 | Actiespel                    |
| Rage 2                                     | 2019 | Bethesda Softworks      | Actiespel Racespel           |
| Red Dead Redemption 2                      | 2019 | Rockstar Games          | Actiespel                    |
| Reigns                                     | 2020 | Devolver Digital        | RPG                          |
| Relicta                                    | 2020 | Koch Media              | Puzzelspel                   |
| Riders Republic                            | 2021 | Ubisoft                 | Sportspel                    |
| Rise of the Tomb Raider                    | 2019 | Square Enix             | Actiespel Compilatiespel     |
| Risk of Rain 2                             | 2020 | Gearbox Publishing      | Actiespel                    |
| République                                 | 2020 | NIS America             | Actiespel                    |
| Resident Evil VII Biohazard                | 2021 | Capcom                  | Actiespel                    |
| Resident Evil VIII Village                 | 2021 | Capcom                  | Actiespel                    |
| Saban's Power Rangers: Battle for the Grid | 2020 | Lions Gate              | Actiespel                    |
| Samurai Showdown                           | 2019 | Athlon Games            | Actiespel                    |
| Scot Pilgrim vs. the World                 | 2021 | Ubisoft                 | Actiespel Compilatiespel     |
| Serious Sam 4                              | 2020 | Devolver Digital        | Actiespel                    |
| Serious Sam Collection                     | 2020 | Croteam                 | Actiespel Compilatiespel     |
| Star Wars Jedi: Fallen Order               | 2020 | Electronic Arts         | Actiespel                    |
| Shadow of the Tomb Raider                  | 2019 | Square Enix             | Actiespel Compilatiespel     |
| Spitlings                                  | 2020 | Handy-Games             | Actiespel                    |
| Streets of Rage 4                          | 2021 | DotEmu                  | Actiespel Beat 'em up        |
| Superhot                                   | 2020 | Superhot Sp.            | Actiespel                    |
| Submerged : Hidden Depths                  | 2020 | Google Inc.             | Actiespel                    |
| Super Bomberman R Online °                 | 2020 | Konami                  | Actiespel                    |
| Through the Darkest of Times               | 2022 | Handy-Games             | Strategiespel                |
| Thumper                                    | 2019 | Drool                   | Actiespel                    |
| Tohu                                       | 2021 | Irregular Corporation   | Puzzelspel                   |
| Tom Clancy's Ghost Recon Breakpoint        | 2019 | Ubisoft                 | Actiespel                    |
| Tom Clancy's Ghost Recon Wildlands         | 2020 | Ubisoft                 | Actiespel                    |
| Tom Clancy's Rainbow Six Extraction        | 2022 | Ubisoft                 | Actiespel                    |
| Tom Clancy's The Division 2                | 2020 | Ubisoft                 | Actiespel Rollenspel         |
| Tomb Raider: Definitive Edition            | 2019 | Square Enix             | Actiespel                    |
| Trials Rising                              | 2019 | Ubisoft                 | Actiespel Racespel           |
| Uno                                        | 2020 | Ubisoft                 | Strategiespel                |
| Unto the End                               | 2020 | Big Sugar               | Actiespel                    |
| Valkyria Chronicles 4                      | 2020 | SEGA                    | Compilatiespel               |
| Wave Break                                 | 2020 | Funktronic Labs         | Simulatiespel Sportspel      |
| Wavetale                                   | 2021 | Thunderful Publishing   | Actiespel                    |
| Watch Dogs                                 | 2020 | Ubisoft                 | Actiespel Racespel           |
| Watch Dogs 2                               | 2020 | Ubisoft                 | Actiespel Racespel           |
| Watch Dogs: Legion                         | 2020 | Ubisoft                 | Actiespel Racespel           |
| Welcome to Elk                             | 2021 | Triple Topping Games    | Avonturenspel                |
| Windbound                                  | 2020 | Koch Media              | Avonturenspel                |
| Windjammers 2                              | 2022 | DotEmu                  | Actiespel                    |
| Wolfenstein: Youngblood                    | 2019 | Bethesda Softworks      | Actiespel                    |
| World War Z: Aftermath                     | 2022 | Saber Interactive       | Actiespel                    |
| Wreckfest                                  | 2021 | THQ Nordic              | Racespel                     |
| Ys IX: Monstrum Nox                        | 2021 | NIS America             | RPG                          |
| Ys VIII: Lacrimosa of Dana                 | 2021 | NIS America             | RPG                          |
| Zombie Army 4: Dead War                    | 2020 | Rebellion Developments  | Actiespel                    |
| Zorro: The Chronicles                      | 2022 | Nacon                   | Actiespel                    |

° deze spellen waren zonder abonnement gratis te spelen